# Julián Estiven Vélez
Julián Estiven Vélez (n. 9 februarie 1982, Medellín, Columbia) este un fost fotbalist columbian.
Între 2006 și 2008, Vélez a jucat 15 de meciuri pentru echipa națională a Columbiei.

## Statistici
| Columbia | Columbia | Columbia |
| An       | Meciuri  | Goluri   |
| -------- | -------- | -------- |
| 2006     | 4        | 0        |
| 2007     | 6        | 0        |
| 2008     | 5        | 0        |
| Total    | 15       | 0        |